# Sonstorp
Sonstorp är en tätort i Finspångs kommun i Hällestads socken.
Sonstorp ligger vid Emmaån, ett av Finspångsåns källflöden.

## Historia
På 1300-talet ägdes gården av Nils Jönsson (Rosenstråle) och tillhörde hans ätt till 1655, då den utgick på manssidan. Sonstorp ärvdes av G. Crusebjörn och friherre Carl Gyllenpistol. På 1760-talet ägdes det i sin helhet av riksrådet friherre Nils Palmstierna (död 1766). Hans arvingar lät 1792 uppföra den nuvarande väldiga huvudbyggnaden, men 1793 måste de sälja egendomen till Olof Burenstam. Dennes måg, ryttmästaren greve Gustaf Stellan Mörner, löste ut sina medarvingar och lämnade gården i arv till sin son greve Gustaf Otto Mörner af Morlanda (död 1903). Hans son, löjtnant greve Gustaf Oscar Mörner, som också löst ut sina medarvingar, blev från 1905 ensam ägare. Mellan 1945 och 1990 ägdes bruket av Hans G. Mörner. Sonstorps bruk tillhör sedan 1990 greve Carl-Gustaf Mörner.
Bruket, som fick privilegium 1580, hade 4 hammare, 8 härdar och 1 knipphammare samt masugn. Annastinefors manufakturverk (med privilegium från 1752 och 1785), vid Hagsjön, 10 km. från Sonstorp tillhörde bruket. Under greve Otto Mörners tid utvidgades bruket flera gånger. Bruksrörelsen lades ned 1910, men kraftstationen finns ännu kvar i en välbevarad bruksmiljö. Verksamheten vid Sonstorp består numera främst av jord- och skogsbruk.

### Befolkningsutveckling
| Befolkningsutvecklingen i Sonstorp 1960–2020 | Befolkningsutvecklingen i Sonstorp 1960–2020 | Befolkningsutvecklingen i Sonstorp 1960–2020 | Befolkningsutvecklingen i Sonstorp 1960–2020 | Befolkningsutvecklingen i Sonstorp 1960–2020 |
| -------------------------------------------- | -------------------------------------------- | -------------------------------------------- | -------------------------------------------- | -------------------------------------------- |
|                                              |                                              |                                              |                                              |                                              |
| År                                           |                                              |                                              | Folkmängd                                    | Areal (ha)                                   |
| 1960                                         | 1960                                         |                                              | 266                                          |                                              |
| 1965                                         | 1965                                         |                                              | 351                                          |                                              |
| 1970                                         | 1970                                         |                                              | 456                                          |                                              |
| 1975                                         | 1975                                         |                                              | 578                                          |                                              |
| 1980                                         | 1980                                         |                                              | 542                                          |                                              |
| 1990                                         | 1990                                         |                                              | 529                                          | 57                                           |
| 1995                                         | 1995                                         |                                              | 518                                          | 57                                           |
| 2000                                         | 2000                                         |                                              | 480                                          | 57                                           |
| 2005                                         | 2005                                         |                                              | 471                                          | 57                                           |
| 2010                                         | 2010                                         |                                              | 429                                          | 57                                           |
| 2015                                         | 2015                                         |                                              | 436                                          | 73                                           |
| 2020                                         | 2020                                         |                                              | 430                                          | 66                                           |
|                                              |                                              |                                              |                                              |                                              |

## Samhället

### Handel
Sonstorp hade tidigt en konsumtionsförening, Sonstorps förbrukningsförening, som bildades på 1860-talet. År 1911 bestämdes det att föreningen skulle likvideras och de kvarvarande medlen fördelas bland medlemmarna. En ny förening med samma namn grundades senare och inledde sin verksamhet den 1 oktober 1924. Den 1 juli 1929 deltog föreningen i bildandet av Norra Östergötlands konsumtionsförening (NÖK) och uppgick i den. Den 31 maj 2005 lade NÖK ner butiken i Sonstorp.
En ny livsmedelsbutik i privat regi, Sonstorps Livs, öppnade den 10 september 2005. Efter att även denna stängt revs den gamla affärslokalen i maj 2021. En ny affär uppfördes på samma plats och i december 2021 öppnade den obemannade butiken Automat där. Franchisetagare bakom Automat, Lilla butiken i Sonstorp AB, gick i konkurs mot slutet av 2023. En ny obemannad butik (24Food) öppnade i april 2024.

## Kommunikationer
Sonstorp trafikeras av Östgötatrafikens busslinjer 413 och 414.